# Zozas
Zozas ist ein Maiensäss auf dem Gebiet der politischen Gemeinde Albula/Alvra im Oberhalbstein. 
Es liegt auf 1500–1570 m ü. M. in einer nach Nordost exponierten Lichtung im ausgedehnten Waldgebiet des Got Grond und am Hang der Berggruppe des Piz Curvér. Zozas kann von Mon aus auf einer asphaltierten Strasse erreicht werden, die in diesem Ausbaugrad bis zum Maiensäss Planezza führt.
Koordinaten: 46° 38′ 49″ N, 9° 33′ 4″ O; CH1903: 761705 / 168366